# Rovereto (metropolitana di Milano)
Rovereto è una stazione della linea M1 della metropolitana di Milano.

## Storia
La stazione fu costruita come parte della prima tratta, da Sesto Marelli a Lotto, della linea M1 della metropolitana di Milano, entrata in servizio il 1º novembre 1964.

## Struttura e impianti
La stazione possiede una struttura comune a quasi tutte le altre stazioni della linea: si tratta di una stazione sotterranea a due binari, uno per ogni senso di marcia, serviti da due banchine laterali; superiormente si trova un mezzanino, contenente i tornelli d'accesso e il gabbiotto dell'agente di stazione. È la stazione più in prossimità del parco Trotter, data la posizione comoda, essendo situata nel rinomato quartiere milanese Nolo. A poca distanza è situato anche il capolinea del tram della linea 1 (Greco-Roserio). La zona è collegata al quartiere limitrofo di Greco tramite autobus.
Sorge in viale Monza, all'angolo con via Rovereto, e possiede uscite solo in viale Monza.
Dista 578 metri dalla stazione di Pasteur e 579 metri da quella di Turro.

## Servizi
La stazione dispone di:
- Accessibilità per portatori di handicap
- Scale mobili
- Emettitrice automatica biglietti
- Stazione videosorvegliata
- Bar
- Edicola